# Heilige oder Dirne
Heilige oder Dirne ist ein deutsches Stummfilmmelodram aus dem Jahre 1929 von Martin Berger mit María Corda (als „Dirne“), Hans Adalbert Schlettow, Paul Otto, Hans Albers und Hilde von Stolz (als „Heilige“), die hier noch unter dem Pseudonym „Helen Steels“ auftrat, in den Hauptrollen. Die Geschichte basiert auf einem Roman von Georges Ohnet.

## Handlung
Der reiche Franzose Raoul bewohnt mit seiner Mutter und seiner Cousine Therese eine prachtvolle Villa an der Riviera. Therese ist schwer verliebt in ihren Verwandten, doch der scheint ihr nur “brüderliche” Liebe entgegenzubringen. Eines Tages stellt sich Besuch ein: Es handelt sich dabei um die triebhafte Lydia, eine Freundin Thereses, die als “männerverschlingendes” und amoralisches Weib gilt. Es dauert nicht lang, da verfällt Hausherr Raoul der blonden Sirene aus der Fremde mit Haut und Haaren, und es kommt erst zu einer Verlobung und schließlich zu einer Eheschließung der beiden.
Wie es ihrem Wesen und Naturell einer notorischen Verführerin entspricht, bleibt Lydia nicht lange treu, sondern beginnt eine Affäre mit dem Plantagenbesitzer Gonsalez. Ein nächtliches Rendezvous der beiden bleibt jedoch nicht unbemerkt, führt aber zu keinen Konsequenzen, da Raoul glaubt, dass es sich bei der gesehenen Frau um Therese handeln müsse. Raoul, der um ihre Tugendhaftigkeit besorgt ist, macht ihr dementsprechend Vorwürfe, was die Unschuldige, die, um Raoul zu schonen, ihre treulose Freundin gedeckt hatte, kränkt. Erst als ein Freund Raouls diesen auf seinen Irrtum aufmerksam macht, muss Raoul bei Therese Abbitte leisten und stellt Lydia zur Rede. Raoul muss erkennen, dass sein Herz eigentlich der herzensguten Therese gehört.

## Produktionsnotizen
Heilige oder Dirne entstand zwischen April und Juni 1929 mit Außendrehorten in Südfrankreich und Norditalien (Nizza, Genua und Nervi) sowie während einer Dampferfahrt nach Gibraltar. Der Film passierte die Zensur am 9. September 1929 und wurde am 1. Oktober desselben Jahres in Berlins Marmorhaus uraufgeführt. Massive Schnittvorgaben – bemängelt wurden mehrere erotische Szenen – verkürzten die Länge des mit Jugendverbot belegten Siebenakters von ursprünglich 2184 Meter Länge auf nunmehr 1753 Meter.
Helmut Schreiber übernahm die Aufnahmeleitung. Osio Koffler entwarf die von Otto Gülstorff ausgeführten Filmbauten.

## Kritiken
Der Film fand teils mäßige, teils katastrophale Aufnahme bei der Kritik. Nachfolgend zwei Beispiele:

„Der Possenerfolg der Saison. Schallender ist in dieser lustspielarmen Zeit nicht gelacht worden als über dieses Unikum einer „Sittentragödie“. Man stet fast vor Unbegreiflichem: so viel Unsinn, so viel gerade zu verwegene Nichtskönnerei, so viel phantastische Ahnungslosigkeit hat man noch nicht vorgesetzt bekommen. Und mit der völlig unbeschreiblichen „Regie“ dieses famosen Herrn Martin Berger harmonieren auch innigste Photo-Unkunst (Drews) und eine rührend komische Architektur (Koffler-Gülstorff). Darsteller tappen ratlos und planlos im Gewoge eines Handlungsschunds umher; es wäre unhöflich, ihre Namen zu nennen, Beef und Steak wären Tragödienspieler dagegen.“

Die Salzburger Chronik für Stadt und Land meinte: „Das Sujet ist ganz nett durchgeführt, nur manchmal etwas gar zu sehr à la Gartenlaube. Die Hauptdarstellerinnen Maria Corda und Steels sind ganz hervorragend, besonders was die Mimik anlangt.“
Wiens Freiheit! wiederum kam zu einem vernichtenden Urteil: „Es wird …. behauptet, daß die “Heilige oder Dirne” ein Film sei. Diese Behauptung ist unwahr. Wahr ist vielmehr, daß es überhaupt kein Film ist, sondern ein elendes, empörendes Machwerk, welches deutlich die Meinung der Urheber zeigt, daß das Publikum nur aus Trotteln besteht. (…) Wahr ist vielmehr, daß die so genannten Szenen nichts anderes sind als die Aneinanderreihung unmotivierter, maßlos blödsinniger und überdies miserabel photographierter Bilder, die den Gipfelpunkt der Unfähigkeit darstellen.“